# (6211) Tsubame
(6211) Tsubame es un asteroide perteneciente al cinturón de asteroides, región del sistema solar que se encuentra entre las órbitas de Marte y Júpiter, más concretamente a la familia de Minerva, descubierto el 19 de febrero de 1991 por Shigeru Inoda y el también astrónomo Takeshi Urata desde el Karasuyama Observatory, Japón.

## Designación y nombre
Designado provisionalmente como 1991 DO. Fue nombrado Tsubame en homenaje a Tsubame, "tragón" en japonés, es el apodo de un tren expreso que fue estrella del sistema de transporte ferroviario de Japón durante la década de 1950. En 1954, uno de ellos alcanzó el récord japonés de 129 km por hora en locomoción a vapor. Durante la década de 1930, otro Tsubame recorrió el trayecto Tokyo-Kobe en 8 horas y media.

## Características orbitales
Tsubame está situado a una distancia media del Sol de 2,757 ua, pudiendo alejarse hasta 3,015 ua y acercarse hasta 2,498 ua. Su excentricidad es 0,093 y la inclinación orbital 8,537 grados. Emplea 1672,10 días en completar una órbita alrededor del Sol.

## Características físicas
La magnitud absoluta de Tsubame es 13,1. Tiene 5,752 km de diámetro y su albedo se estima en 0,444. 